# Panchlora latipennis
Panchlora latipennis är en kackerlacksart som beskrevs av Henri Saussure och Leo Zehntner 1893. Panchlora latipennis ingår i släktet Panchlora och familjen jättekackerlackor.
Artens utbredningsområde är Guatemala. Inga underarter finns listade i Catalogue of Life.